# Calotrophon hystrix
Calotrophon hystrix is een slakkensoort uit de familie van de Muricidae. De wetenschappelijke naam van de soort is voor het eerst geldig gepubliceerd in 2006 door Garcia.